# 神戸和貴
神戸 和貴（かんべ かずたか、1987年11月19日 - ）は、NHKのアナウンサー。

## 人物
愛知県豊川市出身。愛知県立時習館高等学校、早稲田大学理工学部卒業後、2011年（平成23年）4月に入局。
趣味は野球。

## 現在の出演番組
- 各種スポーツ中継

## 過去の出演番組
金沢放送局時代（2011年度 - 2013年度）
- 土曜スタジオパーク（2011年5月21日）
- FMジュークボックス（2012年3月 - 2014年3月）
- かがのとイブニング
- 石川県のニュース・中継・リポート
- 真相回転!どいね寿司 リポーター
- 着信御礼!ケータイ大喜利（2012年4月7日）

高知放送局時代（2014年度 - 2018年7月）
- こうちいちばん（キャスター）
- 高知県のニュース・中継・リポート
- 各種スポーツ中継

名古屋放送局時代（2018年8月 - 2022年7月）
- 東海3県・東海北陸のニュース
- 各種スポーツ中継

北九州放送局時代（2022年8月 - 2025年7月）
- ニュース845北九州（ローテーション制）
- NHKプロ野球（福岡局制作福岡ソフトバンクホークス主催試合の実況・リポートで本拠地福岡PayPayドームへ応援派遣）
- 九州沖縄のニュース（平日15時台ブロック枠）（2022年12月7日・応援派遣要員） - 福岡局より
- ニュース845福岡（2022年12月7日・応援派遣要員） - 福岡局より
- はっけんラジオ - 福岡局より
  - 「健康講座・お酒飲みながらダイエット!そのコツは」（2022年12月7日）
- ラジオニュース（九州沖縄、R1・FM）の泊まり勤務担当（2022年12月8日 - 12月9日・応援派遣要員）[注釈 1]
- ニュースブリッジ北九州（2022年12月14日-12月16日、2025年6月25日-6月27日、代理キャスター）
- 第95回記念選抜高等学校野球大会 - 実況・試合終了後インタビュー＆リポート
- インターハイ2023 福岡県予選 バスケットボール男子決勝「福岡第一高校」対「福岡大大濠高校」（2023年6月4日） - ベンチリポート・優勝監督インタビュー（会場の飯塚市総合体育館から）
- 大雨関連特設ニュース（2023年7月10日、九州沖縄地方・応援派遣要員） - 福岡放送局より九州北部地方の災害状況を伝えた[注釈 2]。
- 第105回全国高等学校野球選手権福岡大会 
  - 準決勝第1試合「東筑高校」対「希望が丘高校」（2023年7月25日） - テレビ実況
  - 決勝「東筑高校」対「九州国際大付属高校」（2023年7月27日） - ラジオ実況
- 第105回全国高等学校野球選手権記念大会（総合･Eテレ/R1･FM） - 実況・試合終了後インタビュー＆リポート
- ラグビーテストマッチ「イタリア」対「日本」（2023年8月27日、総合） - リポート
- 令和6年能登半島地震の災害報道対応による金沢放送局（勤務経験有）への応援派遣
  - かがのとイブニング（2024年2月2日） - 七尾市から中継リポート
  - 正午のニュース、能登半島地震 ライフライン情報（2024年2月3日：全国放送） - 能登町から中継リポート
  - 能登半島地震石川県のニュース・ライフライン情報（2024年2月4日） - 珠洲市から中継リポート
  - 能登半島地震 ライフライン情報（2024年2月5日：全国放送） - ニュースリーダー（ライフライン情報のみ）
  - ニュースいしかわ845（2024年2月6日）
  - おはよう石川（2024年2月7日）
- インタビューここから 俳優・光石研（2024年2月23日[4]） - 聞き手